# Y.M.C.A. (bài hát)
"YMCA" là một bài hát của nhóm nhạc người Mỹ Village People. Nó được phát hành vào năm 1978 dưới dạng đĩa đơn duy nhất trong album phòng thu thứ ba của họ, Cruisin' (1978). Một liên khúc với " Cop Hot " đạt vị trí số 2 trên bảng xếp hạng Billboard, bảng xếp hạng Club Play Singles Dance Music , trong khi bài hát đạt vị trí số 2 trên bảng xếp hạng Billboard Hot 100 vào đầu năm 1979, tiếp tục giữ vị trí số 1, vượt trên cả hai bài " Le Freak " của Chic và " Da Ya Think I Sexy? " Của Rod Stewart. Bên ngoài Hoa Kỳ, "YMCA" đạt vị trí số 1 tại Vương quốc Anh cùng thời gian, trở thành hit lớn nhất của nhóm nhạc này. Đây là một trong số ít hơn 40 đĩa đơn đã bán được 10 triệu (hoặc nhiều hơn) bản trên toàn thế giới.
Bài hát vẫn phổ biến và được chơi tại nhiều sự kiện thể thao ở Mỹ và Châu Âu, với những đám đông tham gia vào điệu nhảy trong đó các động tác cánh tay được sử dụng để đánh vần bốn chữ cái của tiêu đề bài hát. "YMCA" xuất hiện như một lệnh gọi đánh thức tàu con thoi vào ngày 11 của nhiệm vụ STS-106.
Vào năm 2009, "YMCA" đã lập kỷ lục Guinness thế giới khi hơn 44.000 người nhảy theo bản nhạc này buổi biểu diễn trực tiếp bài hát của Village People trong trận đấu Sun Bowl 2008 ở El Paso, Texas. "YMCA" được xếp đứng thứ 7 trong danh sách "100 bài hát khiêu vũ vĩ đại nhất thế kỷ 20" của VH1.